# Slatina-Nera, Caraș-Severin
Slatina-Nera este un sat în comuna Sasca Montană din județul Caraș-Severin, Banat, România.